# 迫降阿布賈
《迫降阿布賈》（英語：Last Flight to Abuja）是一部2012年尼日利亞驚悚災難片，編劇為通德·巴巴洛拉，導演為欧比·埃梅隆耶。電影拍攝場地為拉各斯，在2013年非洲電影學院獎獲得5項提名，並贏得「在外地非洲導演最佳電影」（Best film by an African based abroad）。2020年6月15日，電影上映八年後，登錄在串流平台Netflix。

## 劇情
電影改編自真實事件。2006年一星期五晚，弗拉明戈航空最後一班從拉各斯到阿布賈的航班出發後，一切正常，直到災難發生。當機師試圖掌回飛機控制權時，倒敍講述機上乘客登機原因及即將面對他們的命運。

## 評價
迫降阿布賈獲得好壞參半評價。大多數好評因為電影攝影技功和配樂，但差評主要為CGI和視覺效果不佳。電影上映首週未，有9,638名觀眾入場，票房收入為₦8,350,000，首週票房收入為₦24,000,000，為西非電影院成績最好的電影，力壓好萊塢電影如蜘蛛人：驚奇再起，復仇者聯盟和荒失失奇兵3：歐洲逐隻捉。電影在多地上映，包括拉各斯和倫敦。

## 外部連結
- 官方网站
- 互联网电影数据库（IMDb）上《迫降阿布賈》的资料（英文）